# 金鸡山瞭台
29°57′26.479″N 121°43′54.561″E / 29.95735528°N 121.73182250°E
金鸡山瞭台是中国浙江省宁波市北仑区的一处古代作战指挥设施。指挥设施建于清光绪十年（1884年），位于金鸡山顶端，占地面积68.1平方米，现存梯形瞭台一座，“督师御敌处”碑1座，保护军门遗迹碑1座。光绪十一年（1885年）正月，金鸡山瞭台成为中法战争镇海之战的指挥场所。1996年，金鸡山瞭台随其他镇海口海防设施被纳入第四批全国重点文物保护单位镇海口海防遗址。